# Lurdes Boix Llonch
Lurdes Boix Llonch (L'Escala, 18 de març de 1957) és arxivera i escriptora; ha desplegat una tasca constant de recuperació de la memòria oral i d'impuls de la cultura local de L'Escala, i també de la Costa Brava i de Catalunya.
Descendeix, per part de pare, d'una família de pagesos d'Olot; i per part de mare, d'una de pescadors de l'Escala. Va estudiar el batxillerat a Figueres i la primera part de la carrera de Filosofia i Lletres, especialitat d'Història, a Girona, que posteriorment va acabar a Barcelona. És llicenciada en Geografia i Història per la UAB; obtingué el Màster d'Arxivística l'any 1996 i el de Patrimoni Cultural l'any 2000.
És arxivera municipal de l'Escala des de 1988, un càrrec des del qual ha iniciat la publicació de la revista local Fulls d'Història Local, que té per objectiu ser una recopilació d'història oral i d'investigació; és redactora de la revista Alberes i col·laboradora a la Revista de Girona. Ha publicat nombrosos treballs relacionats amb l'Escala i l'interès pel seu poble natal s'ha manifestat amb diferents propostes, com per exemple el programa L'Arxiu al carrer, amb la intenció de recollir costums locals, i del qual han sorgit posteriorment celebracions com La Festa de l’Aigua, del Foc, de la Llum i de la Sal. Ha impulsat també rutes històriques i altres iniciatives dedicades a l'escriptora Víctor Català. Actualment és la directora del Museu de l'Anxova i la Sal (2006), que contribuí a crear, i des del qual promou la recuperació del patrimoni material immaterial de la població.

## Obra
Des del punt de vista arxivístic ha col·laborat en la monografia Archivos y cultura: Manual de dinamización (Gijón: 2001), amb els arxivers Ramon Alberch, Natàlia Navarro i Susanna Vela, i en l'edició de carpetes monogràfiques dels fotògrafs Josep Esquirol (1874-1931), Joan Lassús (1900-1996) o Vernon Richards (1915).
Ha publicat diversos llibres escrits en col·laboració, relacionats amb el patrimoni cultural i les formes de vida de L'Escalaː
- L’Escala, imatges per a un somni (l’Escala: 1995), amb Ramon Pujolboira
- L’Escala (Barcelona: 1995), en col·laboració amb Teresa Marquès
- Història del futbol a l’Escala, 1912-1987 (l’Escala: 1998), en col·laboració amb Josep Maria Sabadí
- L’Escala, quatre centenaris: llum, aigua, sal i foc (l’Escala: 1999), en col·laboració amb Ramon Pujolboira
- L’Escala. Imatges de tres segles (Girona: 2002), en col·laboració amb Lluís Roura i fotografies de Josep Esquirol
- El transport marítim de cabotatge (l’Escala: 2002)
- Història del Carnaval a l’Escala (l’Escala: 2003), amb diversos autors
- Pescadors de Catalunya. Converses amb la gent de la mar (Barcelona: 2003), amb fotografies de Josep M. Oliveras i Neri Martínez
- Els paisatges de Caterina Albert i Paradís. Víctor Català, un itinerari històric i literari a través dels indrets vinculats a l'escriptora de l’Escala (l’Escala: 2005), en col·laboració amb Jordi Boix i amb fotografies de Pilar Aymerich
- Anar a fer tenda. Les acampades de pescadors escalencs a la Costa Brava (l’Escala, Castell-Platja d’Aro: 2006)
- L’Alfolí i la Festa de la Sal (l’Escala: 2007)
- Històries de pescadors de la Costa Brava, juntament amb Jaume Badias. Editorial Gavarres (2018)[4]
- L'Escala i Empúries (2018)[7]
- El Nansaire. Textos: Jaume Badias, Lurdes Boix, Mariona Font, Josep Mercader (Ajuntament de l'Escala, [2021])[8]
- Petita història de la Festa de la Sal de l'Escala. Text: Lurdes Boix ; il·lustració: Pilarín Bayés. (Barcelona : Editorial Mediterrània, 2021)[9]
- Trini, la tonyina de l'Escala = El atún de l'Escala = Le thon de l'Escala = The tuna of l'Escala. Textos: Lurdes Boix Llonch ; il·lustracions: Lluís Roura Juanola (L'Escala : Ajuntament de l'Escala, 2021)[10]